# Morti il 23 gennaio
| Questa pagina contiene informazioni ricavate automaticamente dalle voci biografiche con l'ausilio del template Bio e di un bot. L'aggiornamento è periodico e automatico e ricostruisce completamente la pagina. Se manca una persona in questa lista, sei pregato di non aggiungerla, ma accertati piuttosto che la sua voce biografica contenga il template Bio e che i dati anagrafici siano correttamente compilati. Se il template Bio manca, inseriscilo tu stesso o, in alternativa, metti l'avviso {{tmp\|Bio}} che ne segnala la mancanza. Se i dati riportati sono sbagliati, correggi direttamente la voce biografica; le modifiche saranno visibili in questa lista entro pochi giorni. Per chiarimenti vedi il progetto biografie. La lista contiene solo le 571 persone che sono citate nell'enciclopedia e per le quali è stato implementato correttamente il template Bio. Pagina aggiornata al 17 ago 2025. |

## III secolo(1)
- 249 - Messalina di Foligno, romana (n. 235)

## IX secolo(1)
- 822 - Bono di Milano, arcivescovo italiano

## X secolo(1)
- 989 - Adalberone di Reims, arcivescovo e cardinale francese

## XI secolo(2)
- 1002 - Ottone III di Sassonia, re (n. 980)
- 1022 - Teodorico I di Münster, vescovo cattolico tedesco

## XII secolo(3)
- 1129 - William Giffard, politico e vescovo cattolico normanno
- 1180 - Eberardo I di Berg, nobile tedesco
- 1199 - Abu Yusuf Ya'qub al-Mansur, sultano arabo (n. 1160)

## XIII secolo(5)
- 1218 - Volchero di Erla, patriarca cattolico tedesco (n. 1140)
- 1220 - Boghislao II di Pomerania, nobile
- 1240 - Alberto da Pisa, francescano italiano
- 1252 - Isabella d'Armenia, regina armena
- 1297 - Florent de Hainaut, nobile

## XIV secolo(5)
- 1312 - Isabella di Villehardouin, principessa (n. 1263)
- 1348 - Carlo di Gravina, nobile italiano (n. 1323)
- 1375 - Antonia del Balzo, regina
- 1381 - Pierre Flandrin, cardinale francese (n. 1301)
- 1382 - Nicolas de Saint-Saturnin, cardinale francese

## XV secolo(3)
- 1414 - Devletşah Hatun, principessa ottomana (n. 1365)
- 1415 - João Afonso Esteves, cardinale e arcivescovo cattolico portoghese
- 1500 - Giorgio Valla, umanista italiano (n. 1447)

## XVI secolo(9)
- 1512 - Vlad V cel Tânăr, principe (n. 1488)
- 1516 - Ferdinando II d'Aragona, re (n. 1452)
- 1528 - Erhard Ratdolt, tipografo tedesco (n. 1442)
- 1544 - William FitzAlan, XVIII conte di Arundel, nobile inglese (n. 1476)
- 1548 - Bernardo Pisano, cantore e compositore italiano (n. 1490)
- 1567 - Jiajing, imperatore cinese (n. 1507)
- 1570 - Giacomo Stewart, conte scozzese (n. 1531)
- 1577 - Nicola di Lorena, nobile francese (n. 1524)
- 1595 - Alberto Capriano, vescovo cattolico italiano

## XVII secolo(21)
- 1607 - Massimiliano Palombara, arcivescovo cattolico italiano
- 1620 - Naoe Kanetsugu, militare giapponese (n. 1559)
- 1622 - William Baffin, navigatore e esploratore inglese (n. 1584)
- 1625 - Giovanni III della Frisia orientale-Rietberg, nobile tedesco (n. 1566)
- 1626 - Decio Carafa, cardinale e arcivescovo cattolico italiano (n. 1556)
- 1628 - Shahryar Mirza, principe indiano (n. 1605)
- 1629 - André Schott, gesuita, umanista e teologo fiammingo (n. 1552)
- 1630 - Federico De Franchi Toso, doge (n. 1560)
- 1637 - Alice Spencer, nobildonna inglese (n. 1559)
- 1648 - Francisco de Rojas Zorrilla, drammaturgo spagnolo (n. 1607)
- 1649 - Philip Herbert, IV conte di Pembroke, nobile, politico e scrittore inglese (n. 1584)
- 1654 - Thomas Willeboirts Bosschaert, pittore, disegnatore e incisore olandese (n. 1613)
- 1663 - Giovan Carlo de' Medici, cardinale italiano (n. 1611)
- 1669 - Nicolás Rodríguez Hermosino, religioso e giurista spagnolo (n. 1605)
- 1673 - Elizabeth Stewart, nobildonna scozzese (n. 1610)
- 1675 - Giambattista Spada, cardinale e patriarca cattolico italiano (n. 1597)
- 1679 - Girolamo Forabosco, pittore italiano (n. 1605)
- 1684 - Jan Wijnants, pittore olandese (n. 1632)
- 1691 - Guglielmo Maurizio di Nassau-Siegen, principe tedesco (n. 1649)
- 1692 - Alessandro Maria Orsini, nobile e militare italiano (n. 1611)
- 1698 - Ernesto Augusto di Brunswick-Lüneburg, vescovo luterano tedesco (n. 1629)

## XVIII secolo(28)
- 1713 - Domenico Maria della Ciaia, vescovo cattolico italiano (n. 1642)
- 1722 - Henri de Boulainvilliers, storico e politologo francese (n. 1658)
- 1733 - John Blunt, banchiere inglese (n. 1665)
- 1733 - Ermanno Federico di Hohenzollern-Hechingen, generale e nobile tedesco (n. 1665)
- 1742 - Armand Claude Mollet, architetto francese (n. 1660)
- 1744 - Giambattista Vico, filosofo, storico e giurista italiano (n. 1668)
- 1750 - Michael Lilienthal, bibliotecario e teologo tedesco (n. 1686)
- 1750 - Ludovico Antonio Muratori, presbitero, storico e scrittore italiano (n. 1672)
- 1753 - Luisa Benedetta di Borbone-Condé, principessa francese (n. 1676)
- 1757 - Yosep III Maraugin
- 1757 - George Payne, funzionario e scrittore britannico (n. 1685)
- 1760 - Gianantonio Guardi, pittore italiano (n. 1699)
- 1761 - Alvaro Mendoza Caamaño y Sotomayor, cardinale spagnolo (n. 1671)
- 1766 - Guillaume-Alexandre de Méhégan, scrittore e giornalista francese (n. 1725)
- 1770 - Maria Teresa Elisabetta d'Asburgo-Lorena, nobile (n. 1762)
- 1773 - Manuel Pinto de Fonseca, portoghese (n. 1681)
- 1784 - Domenico Porretti, compositore e violoncellista italiano (n. 1709)
- 1784 - Teodora d'Assia-Darmstadt, nobildonna austriaca (n. 1706)
- 1784 - Carlo Vittorio Amedeo Ignazio delle Lanze, cardinale e arcivescovo cattolico italiano (n. 1712)
- 1789 - Nicolas Beauzée, grammatico francese (n. 1717)
- 1789 - Frances Brooke, scrittrice inglese (n. 1724)
- 1789 - John Cleland, scrittore inglese (n. 1709)
- 1789 - Ja'far Khan, sovrano persiano
- 1793 - Gabriel Brizard, scrittore e storico francese
- 1795 - John Sullivan, generale e politico statunitense (n. 1740)
- 1800 - Francesco Bertoldi, medico italiano (n. 1737)
- 1800 - Edward Rutledge, politico e militare statunitense (n. 1749)
- 1800 - Johann Gottlieb Stephanie, drammaturgo e librettista austriaco (n. 1741)

## XIX secolo(81)
- 1803 - Arthur Guinness, imprenditore irlandese (n. 1725)
- 1805 - Claude Chappe, inventore francese (n. 1763)
- 1805 - Václav Pichl, compositore e violinista ceco (n. 1741)
- 1806 - William Pitt il Giovane, politico britannico (n. 1759)
- 1807 - Charles Gore, pittore inglese (n. 1729)
- 1808 - Federica Carlotta di Brandeburgo-Schwedt, principessa (n. 1745)
- 1810 - John Hoppner, pittore inglese (n. 1758)
- 1810 - Francesco Piranesi, architetto, incisore e politico italiano (n. 1758)
- 1810 - Johann Wilhelm Ritter, fisico e chimico tedesco (n. 1776)
- 1811 - Leonardo Antonelli, cardinale e vescovo cattolico italiano (n. 1730)
- 1811 - Pedro Caro, generale spagnolo (n. 1761)
- 1812 - Robert Craufurd, militare britannico (n. 1764)
- 1812 - Giovanni Pindemonte, poeta e drammaturgo italiano (n. 1751)
- 1813 - Anton Maria Borromeo, bibliotecario italiano (n. 1724)
- 1813 - George Clymer, politico statunitense (n. 1739)
- 1815 - Giuseppe Gori, scultore italiano (n. 1739)
- 1817 - Antoine Brice, pittore francese (n. 1752)
- 1820 - John Howard, XV conte di Suffolk, nobile e militare britannico (n. 1739)
- 1820 - Edoardo Augusto di Hannover, nobile britannico (n. 1767)
- 1827 - Domenico Alberto Azuni, giurista e magistrato italiano (n. 1749)
- 1828 - Giuseppe Quaglio, pittore e scenografo italiano (n. 1747)
- 1828 - Mary Randolph, scrittrice statunitense (n. 1762)
- 1834 - Ferdinando Brambilla, pittore e incisore italiano (n. 1763)
- 1837 - John Field, compositore e pianista irlandese (n. 1782)
- 1839 - Jean-François Allard, militare e avventuriero francese (n. 1785)
- 1840 - Annibale Omodei, medico italiano (n. 1779)
- 1840 - Scipione Sacchetti, IV marchese di Castelromano, nobile italiano (n. 1767)
- 1843 - Eduard Barth, pittore, incisore e litografo tedesco (n. 1802)
- 1843 - Anna Ivanovna Korsačova, nobildonna russa (n. 1769)
- 1843 - Friedrich de la Motte Fouqué, scrittore tedesco (n. 1777)
- 1849 - Marie-François Auguste de Caffarelli du Falga, generale francese (n. 1766)
- 1849 - Cesare Romagnano di Virle, nobile italiano (n. 1783)
- 1854 - Robert Montgomery Bird, drammaturgo, romanziere e giornalista statunitense (n. 1806)
- 1856 - Elisha Collier, ingegnere e inventore statunitense (n. 1788)
- 1857 - Mills Darden, statunitense (n. 1799)
- 1857 - Luigi Maria Rezzi, filologo, bibliotecario e traduttore italiano (n. 1785)
- 1858 - Luigi Lablache, basso italiano (n. 1794)
- 1862 - Anton Friedrich Hohl, medico tedesco (n. 1789)
- 1862 - Karl Cäsar von Leonhard, mineralogista e geologo tedesco (n. 1779)
- 1862 - Fratelli Miladinov, poeta macedone (n. 1810)
- 1863 - Domenico Beccadelli di Bologna, politico italiano (n. 1826)
- 1864 - Michele Puccini, compositore italiano (n. 1813)
- 1865 - Boris Antonovič Četvertinskij, nobile e ufficiale russo (n. 1784)
- 1865 - Joseph-Désiré Court, pittore francese (n. 1797)
- 1866 - Peter Joseph Lenné, architetto del paesaggio tedesco (n. 1789)
- 1866 - Thomas Love Peacock, scrittore e poeta inglese (n. 1785)
- 1866 - Wilhelm Wachsmuth, filologo tedesco (n. 1784)
- 1868 - János Erdélyi, poeta, critico letterario e scrittore ungherese (n. 1814)
- 1868 - Stefano Semeria, missionario e vescovo cattolico italiano (n. 1813)
- 1871 - Friedrich Anton Wilhelm Miquel, botanico olandese (n. 1811)
- 1873 - Louis-Gustave Ricard, pittore francese (n. 1823)
- 1874 - Edith Rawdon-Hastings, X contessa di Loudoun, scrittrice scozzese (n. 1833)
- 1874 - Henry Villiers-Stuart, I barone Stuart de Decies, politico britannico (n. 1803)
- 1875 - Charles Kingsley, scrittore, docente e presbitero britannico (n. 1819)
- 1876 - Giuseppe Musio, magistrato e politico italiano (n. 1797)
- 1876 - Jonáš Záborský, scrittore, poeta e storico slovacco (n. 1812)
- 1877 - Filippo Brignone, generale e politico italiano (n. 1812)
- 1878 - Giorgio Doria, politico italiano (n. 1800)
- 1878 - Malachia Marchesi De Taddei, militare italiano (n. 1834)
- 1880 - Carl Kaim von Kaimthal, generale austriaco (n. 1810)
- 1882 - Luigi Fecia di Cossato, generale e politico italiano (n. 1800)
- 1882 - Karl-Maria Kertbeny, scrittore, traduttore e bibliografo ungherese (n. 1824)
- 1883 - Gustave Doré, pittore e incisore francese (n. 1832)
- 1883 - Fanny Geefs, pittrice belga (n. 1807)
- 1887 - Louis-Marie-Joseph-Eusèbe Caverot, cardinale e arcivescovo cattolico francese (n. 1806)
- 1889 - Alexandre Cabanel, pittore francese (n. 1823)
- 1889 - Francesco Di Giovanni, politico italiano (n. 1805)
- 1889 - Ignacy Domeyko, geologo e mineralogista polacco (n. 1802)
- 1890 - Otto August Rosenberger, astronomo tedesco (n. 1800)
- 1891 - Baldovino del Belgio, principe belga (n. 1869)
- 1891 - János Simor, cardinale e arcivescovo cattolico ungherese (n. 1813)
- 1891 - Friedrich von Schmidt, architetto austriaco (n. 1825)
- 1893 - Giovanni Battista Berisso, imprenditore italiano (n. 1834)
- 1893 - Joseph-Alfred Foulon, cardinale e arcivescovo cattolico francese (n. 1823)
- 1893 - Alfred Hardy, dermatologo francese (n. 1811)
- 1893 - Lucius Quintus Cincinnatus Lamar II, politico, diplomatico e giurista statunitense (n. 1825)
- 1893 - José Zorrilla, poeta e drammaturgo spagnolo (n. 1817)
- 1894 - Carlo Verga, prefetto e politico italiano (n. 1814)
- 1896 - Ferdinand Schichau, ingegnere e imprenditore tedesco (n. 1814)
- 1897 - Dario Papa, giornalista e politico italiano (n. 1846)
- 1899 - Romualdo Pacheco, politico e diplomatico statunitense (n. 1831)

## XX secolo(258)
- 1901 - Marco Cossovich, patriota italiano (n. 1824)
- 1902 - Alfred William Bennett, botanico britannico (n. 1833)
- 1902 - Adrien Étienne Gaudez, scultore francese (n. 1845)
- 1903 - Enrico Frassi, geografo italiano (n. 1836)
- 1905 - Antonio Ronzon, letterato e storico italiano (n. 1848)
- 1906 - Théophile Funck-Brentano, filosofo, sociologo e giurista francese (n. 1830)
- 1906 - Ljudmila Aleksandrovna Volkenštejn, rivoluzionaria russa (n. 1855)
- 1907 - Osip Michajlovič Lerner, letterato, scrittore e critico letterario russo (n. 1847)
- 1907 - Augusto Muzii, politico e avvocato italiano (n. 1829)
- 1907 - Anatole-Joseph Toulotte, vescovo cattolico e missionario francese (n. 1852)
- 1908 - Cesare Cipolletti, ingegnere italiano (n. 1843)
- 1910 - Angelo Agostini, fumettista, illustratore e giornalista italiano (n. 1843)
- 1911 - Michail Matveevič Stasjulevič, storico e giornalista russo (n. 1826)
- 1911 - Giuseppe Tomassetti, storico italiano (n. 1848)
- 1912 - Antonietta Klitsche de la Grange, scrittrice e giornalista italiana (n. 1832)
- 1913 - Frederick Holman, nuotatore britannico (n. 1883)
- 1913 - Angiolo Nardi Dei, matematico e politico italiano (n. 1833)
- 1913 - Nazim Pascià, militare e politico ottomano (n. 1848)
- 1914 - Augusto Castellani, orafo italiano (n. 1829)
- 1914 - George W. Johnson, cantante statunitense (n. 1846)
- 1915 - Teuira Henry, insegnante, etnologa e linguista tahitiana (n. 1847)
- 1915 - Pippo Tamburri, attore teatrale e poeta italiano (n. 1840)
- 1916 - Luigi Bertelli, pittore italiano (n. 1833)
- 1916 - Annibale Marazio, giornalista e politico italiano (n. 1830)
- 1917 - Luigi Conconi, pittore e architetto italiano (n. 1852)
- 1917 - Hans Imelmann, aviatore tedesco (n. 1897)
- 1920 - Francesco Di Vittorio, religioso italiano (n. 1882)
- 1921 - Mykola Leontovyč, compositore ucraino (n. 1877)
- 1921 - Heinrich Morf, linguista e filologo svizzero (n. 1854)
- 1921 - Władysław Żeleński, compositore, pianista e organista polacco (n. 1837)
- 1921 - Heinrich Wilhelm Gottfried von Waldeyer-Hartz, anatomista tedesco (n. 1836)
- 1922 - Arthur Nikisch, direttore d'orchestra ungherese (n. 1855)
- 1922 - Stephan Sinding, scultore norvegese (n. 1846)
- 1922 - Vincent Strouhal, fisico ceco (n. 1850)
- 1923 - Francesco Innamorati, avvocato e politico italiano (n. 1853)
- 1923 - Max Nordau, sociologo, medico e giornalista ungherese (n. 1849)
- 1924 - Giovanni Magherini Graziani, storico dell'arte, filologo e scrittore italiano (n. 1852)
- 1925 - Stefano Scarampella, liutaio italiano (n. 1843)
- 1925 - Frederick A. Thomson, regista, attore e sceneggiatore canadese (n. 1869)
- 1926 - Désiré-Joseph Mercier, cardinale, arcivescovo cattolico e filosofo belga (n. 1851)
- 1927 - Maurice Swynfen Fitzmaurice, ammiraglio britannico (n. 1870)
- 1928 - Paolo Bonomi, politico e avvocato italiano (n. 1861)
- 1928 - María Guerrero, attrice teatrale spagnola (n. 1867)
- 1929 - Marco Anzoletti, compositore e violinista italiano (n. 1867)
- 1930 - Emilio Ferrais, arcivescovo cattolico italiano (n. 1869)
- 1931 - Jules Aviat, pittore francese (n. 1844)
- 1931 - Anna Pavlovna Pavlova, ballerina russa (n. 1881)
- 1931 - Ernst Seidler von Feuchtenegg, politico e giurista austriaco (n. 1862)
- 1933 - René Vallery-Radot, scrittore e biografo francese (n. 1853)
- 1933 - Apollinarij Michajlovič Vasnecov, pittore russo (n. 1856)
- 1934 - Michele Rosi, storico italiano (n. 1864)
- 1934 - Konstancja Skirmuntt, storica e attivista polacca (n. 1851)
- 1935 - Rudolf Formis, ingegnere tedesco (n. 1894)
- 1935 - Richard Sheldon, pesista e discobolo statunitense (n. 1878)
- 1936 - Vladimiro Bernstein, matematico russo (n. 1900)
- 1936 - Clara Butt, contralto britannico (n. 1872)
- 1937 - Diego Angeli, giornalista, scrittore e critico d'arte italiano (n. 1869)
- 1937 - Orso Mario Corbino, fisico e politico italiano (n. 1876)
- 1937 - Sophie Pagay, attrice austriaca (n. 1860)
- 1937 - Josef Pekař, storico ceco (n. 1870)
- 1937 - Marie Prevost, attrice canadese (n. 1896)
- 1938 - Albertson Van Zo Post, schermidore statunitense (n. 1866)
- 1939 - Matthias Sindelar, calciatore austriaco (n. 1903)
- 1940 - Fred Huseman, lottatore statunitense (n. 1876)
- 1940 - Giuseppe Motta, avvocato, politico e notaio svizzero (n. 1871)
- 1941 - Victor de Cessole, alpinista, filantropo e fotografo francese (n. 1859)
- 1941 - Dobri Hristov, compositore e direttore d'orchestra bulgaro (n. 1875)
- 1941 - Umberto Saracini, militare italiano (n. 1900)
- 1942 - Franco Pincelli, calciatore italiano (n. 1914)
- 1942 - Luigi Gastone di Sassonia-Coburgo-Koháry, principe (n. 1870)
- 1942 - Nazareno Strampelli, agronomo, genetista e politico italiano (n. 1866)
- 1943 - Johann Jakob von Hauck, arcivescovo cattolico tedesco (n. 1861)
- 1943 - Harry Weil, sceneggiatore e attore statunitense (n. 1878)
- 1943 - Alexander Woollcott, giornalista, critico letterario e conduttore radiofonico statunitense (n. 1887)
- 1944 - Attilio Corrubia, militare e partigiano italiano (n. 1926)
- 1944 - Rauf Fico, diplomatico, funzionario e politico albanese (n. 1881)
- 1944 - Edgar Laplante, truffatore statunitense (n. 1888)
- 1944 - Gennaro Marciano, avvocato e politico italiano (n. 1863)
- 1944 - Edvard Munch, pittore norvegese (n. 1863)
- 1944 - Giulio Venticinque, medico, militare e partigiano italiano (n. 1915)
- 1945 - Maurice Balasse, militare e aviatore belga (n. 1916)
- 1945 - Orazio Barbero, partigiano italiano (n. 1925)
- 1945 - Eugen Bolz, politico tedesco (n. 1881)
- 1945 - Helmuth James Graf von Moltke, giurista e avvocato tedesco (n. 1907)
- 1945 - Pietro Ferreira, partigiano italiano (n. 1921)
- 1945 - Gian Evangelista Gobio, partigiano e militare italiano (n. 1911)
- 1945 - Nikolaus Gross, giornalista tedesco (n. 1898)
- 1945 - Erwin Planck, politico tedesco (n. 1893)
- 1945 - Hermann Recknagel, militare tedesco (n. 1892)
- 1946 - Matteo Giulio Bartoli, linguista e glottologo italiano (n. 1873)
- 1946 - Heinrich Bongartz, militare e aviatore tedesco (n. 1892)
- 1946 - Luigi Cassani, pittore e politico italiano (n. 1893)
- 1946 - Karl Pekarna, calciatore austriaco (n. 1881)
- 1946 - Gabriel Poix, canottiere francese (n. 1888)
- 1946 - Helene Schjerfbeck, pittrice finlandese (n. 1862)
- 1947 - Pierre Bonnard, pittore francese (n. 1867)
- 1948 - Guido Almagià, ammiraglio italiano (n. 1877)
- 1948 - Dragutin Vrđuka, calciatore jugoslavo (n. 1895)
- 1949 - Erich Klossowski, storico dell'arte e pittore tedesco (n. 1875)
- 1949 - Maria Tarnowska, criminale russa (n. 1877)
- 1949 - Heinrich von Tenner, schermidore austriaco (n. 1865)
- 1950 - Vasil Kolarov, politico bulgaro (n. 1877)
- 1952 - Mathias Becker, calciatore lussemburghese (n. 1907)
- 1952 - Märta Ekström, attrice svedese (n. 1899)
- 1952 - Emma Justine Farnsworth, fotografa statunitense (n. 1860)
- 1953 - Matteo Adinolfi, avvocato e politico italiano (n. 1885)
- 1953 - Andrés de Segurola, basso spagnolo (n. 1874)
- 1954 - Luigi Buscalioni, biologo e botanico italiano (n. 1863)
- 1954 - Paola Lombroso Carrara, giornalista, scrittrice e pedagogista italiana (n. 1871)
- 1955 - Riccardo Barthelemy, compositore e pianista italiano (n. 1869)
- 1955 - Giuseppe Mormino, prefetto e politico italiano (n. 1880)
- 1955 - Pierre Selderslagh, schermidore belga (n. 1872)
- 1956 - Thami El Glaoui, politico marocchino (n. 1879)
- 1956 - Billy Evans, dirigente sportivo e arbitro di baseball statunitense (n. 1884)
- 1956 - Alexander Korda, regista e produttore cinematografico ungherese (n. 1893)
- 1956 - Daniel Swarovski, imprenditore e inventore austriaco (n. 1862)
- 1957 - Jean Forestier, calciatore svizzero (n. 1879)
- 1957 - Tom Smith, allevatore statunitense (n. 1878)
- 1958 - Guglielmo Janni, pittore e letterato italiano (n. 1892)
- 1958 - Michael Mongkhol On Prakhongchit, vescovo cattolico thailandese (n. 1905)
- 1958 - Constantin Pantazi, generale e politico rumeno (n. 1888)
- 1958 - Elisabetta Maria Satoko Kitahara, farmacista giapponese (n. 1929)
- 1959 - Allan Bohlin, attore svedese (n. 1907)
- 1959 - Daniel B. Cathcart, scenografo statunitense (n. 1906)
- 1959 - Ridolfo Mazzucconi, giornalista e scrittore italiano (n. 1889)
- 1960 - Hendrik van Blijenburgh, schermidore olandese (n. 1877)
- 1960 - Édouard Mény de Marangue, tennista francese (n. 1882)
- 1960 - Antenore Reali, baritono italiano (n. 1897)
- 1961 - Josip Kosor, scrittore, poeta e drammaturgo croato (n. 1879)
- 1961 - Francesco Primerano, politico italiano (n. 1915)
- 1962 - William Ferrari, scenografo statunitense (n. 1901)
- 1963 - Muhammad Ali Bogra, politico pakistano (n. 1909)
- 1963 - Jean Caudron, calciatore belga (n. 1895)
- 1963 - Ludvík Dvořáček, cestista cecoslovacco (n. 1910)
- 1963 - Józef Gosławski, scultore e medaglista polacco (n. 1908)
- 1963 - Lee Lawrie, scultore statunitense (n. 1877)
- 1963 - Pauline Oberdorfer Minor, mezzosoprano, compositrice e docente statunitense
- 1964 - Charles Baehni, botanico svizzero (n. 1906)
- 1964 - Benedetta Bianchi Porro, italiana (n. 1936)
- 1964 - Louis Horst, compositore e pianista statunitense (n. 1884)
- 1964 - Ireneo Sanesi, filologo, critico letterario e poeta italiano (n. 1868)
- 1964 - Tommaso Siciliani, avvocato, giurista e politico italiano (n. 1882)
- 1966 - Asbjørn Aamodt, calciatore norvegese (n. 1893)
- 1966 - Giulia Melidoni, attrice italiana (n. 1913)
- 1966 - Gustaf Olson, ginnasta svedese (n. 1883)
- 1966 - Almerindo Portfolio, imprenditore italiano (n. 1878)
- 1967 - Holcombe Ward, tennista statunitense (n. 1878)
- 1968 - Ferdinando Flora, astronomo e storico della scienza italiano (n. 1902)
- 1968 - Wouter Lutkie, presbitero e politico olandese (n. 1887)
- 1968 - Heinrich Vogt, astronomo tedesco (n. 1890)
- 1969 - Karl Schrenk, calciatore austriaco (n. 1889)
- 1970 - Nell Shipman, attrice, sceneggiatrice e regista canadese (n. 1892)
- 1971 - Remo Chiti, scrittore, giornalista e drammaturgo italiano (n. 1891)
- 1971 - Árpád Hajós, calciatore e allenatore di calcio ungherese (n. 1902)
- 1972 - Erich Lachmann, militare tedesco (n. 1909)
- 1973 - Riccardo Ferrari, imprenditore e politico italiano (n. 1888)
- 1973 - Kid Ory, trombonista e direttore d'orchestra statunitense (n. 1886)
- 1974 - Hjalmart Andersen, ginnasta danese (n. 1889)
- 1974 - Helmut Kahl, pentatleta tedesco (n. 1901)
- 1974 - Alma Taylor, attrice inglese (n. 1895)
- 1975 - Carlo Francesco di Prussia, principe tedesco (n. 1916)
- 1975 - Harold Cassels, hockeista su prato britannico (n. 1898)
- 1975 - Peter Momber, calciatore tedesco (n. 1921)
- 1975 - Howard Somervell, alpinista, chirurgo e pittore inglese (n. 1890)
- 1976 - Erminio Blotta, scultore italiano (n. 1892)
- 1976 - Guillermo Naylor, giocatore di polo argentino (n. 1884)
- 1976 - Paul Robeson, attore e cantante statunitense (n. 1898)
- 1977 - Giuseppe Basile, politico e avvocato italiano (n. 1886)
- 1977 - Mario Giorgini, ammiraglio italiano (n. 1900)
- 1977 - György Molnár, calciatore ungherese (n. 1901)
- 1978 - Terry Kath, cantautore e chitarrista statunitense (n. 1946)
- 1978 - Carmen Mondragón, pittrice, poetessa e modella messicana (n. 1893)
- 1978 - Jack Oakie, attore statunitense (n. 1903)
- 1978 - Renato Scorticati, ciclista su strada italiano (n. 1908)
- 1978 - Kelly Thordsen, attore statunitense (n. 1917)
- 1979 - Innocente Salvini, pittore italiano (n. 1889)
- 1979 - Henning Svensson, allenatore di calcio e calciatore svedese (n. 1891)
- 1980 - Francesco Franchi, avvocato e patriota italiano (n. 1902)
- 1980 - Giovanni Michelotti, imprenditore e designer italiano (n. 1921)
- 1980 - Jacques Millot, aracnologo francese (n. 1897)
- 1980 - Ernst Ocwirk, calciatore e allenatore di calcio austriaco (n. 1926)
- 1980 - Carmelo Ottaviano, filosofo italiano (n. 1906)
- 1981 - Samuel Barber, compositore statunitense (n. 1910)
- 1981 - Orazio Benedetti, criminale italiano (n. 1950)
- 1981 - Roman Rudenko, magistrato sovietico (n. 1907)
- 1981 - Frits Schipper, calciatore olandese (n. 1904)
- 1982 - Hope Hampton, attrice e cantante statunitense (n. 1897)
- 1982 - Bjarne Johnsen, dirigente sportivo e calciatore norvegese (n. 1897)
- 1983 - Geoffrey Hodson, teosofo, esoterista e scrittore britannico (n. 1886)
- 1983 - Eugenia Martinet, poetessa italiana (n. 1896)
- 1984 - Samuel Kohs, psicologo statunitense (n. 1890)
- 1984 - Hans Christian Sørensen, ginnasta danese (n. 1900)
- 1985 - Francisco Campana, calciatore argentino (n. 1925)
- 1985 - Lois Delander, modella statunitense (n. 1911)
- 1985 - Gastone Miconi, economista, banchiere e dirigente pubblico italiano (n. 1911)
- 1985 - Mario Valobra, calciatore italiano (n. 1891)
- 1986 - Joseph Beuys, pittore, scultore e performance artist tedesco (n. 1921)
- 1986 - Ettore Borgetti, calciatore italiano (n. 1897)
- 1986 - Georges Las Vergnas, scrittore francese (n. 1911)
- 1986 - Willard Van Dyke, fotografo statunitense (n. 1906)
- 1987 - Bernhardt J. Hurwood, scrittore statunitense (n. 1926)
- 1987 - Neo Chwee Kok, nuotatore singaporiano (n. 1931)
- 1988 - Johnny Gee, cestista e giocatore di baseball statunitense (n. 1915)
- 1988 - Hilla Limann, politico ghanese (n. 1934)
- 1989 - Salvador Dalí, pittore, scultore e scrittore spagnolo (n. 1904)
- 1989 - Otello Formigli, allenatore di pallacanestro italiano (n. 1918)
- 1989 - Emil Kijewski, ciclista su strada tedesco (n. 1911)
- 1989 - Lars-Erik Torph, pilota di rally svedese (n. 1961)
- 1989 - Gilbert L. Voss, ambientalista e oceanografo statunitense (n. 1918)
- 1990 - Sergio Angelini, calciatore e allenatore di calcio italiano (n. 1914)
- 1990 - Allen Collins, chitarrista statunitense (n. 1952)
- 1990 - Wilhelm Dommes, militare tedesco (n. 1907)
- 1990 - José Napoleón Duarte, politico salvadoregno (n. 1925)
- 1990 - Charley Eugene Johns, politico statunitense (n. 1905)
- 1990 - Adriano Seroni, politico, giornalista e critico letterario italiano (n. 1918)
- 1991 - Luis Hernán Álvarez, calciatore cileno (n. 1938)
- 1991 - Giancarlo Colombini, compositore italiano (n. 1906)
- 1991 - Northrop Frye, critico letterario canadese (n. 1912)
- 1992 - Freddie Bartholomew, attore, produttore televisivo e regista televisivo irlandese (n. 1924)
- 1992 - Ian Wolfe, attore statunitense (n. 1896)
- 1993 - Thomas A. Dorsey, pianista e compositore statunitense (n. 1899)
- 1993 - Keith Laumer, scrittore statunitense (n. 1925)
- 1993 - Li Ziming, insegnante cinese (n. 1902)
- 1993 - Leo Löwenthal, sociologo e filosofo tedesco (n. 1900)
- 1994 - Guglielmino Casaro, calciatore italiano (n. 1912)
- 1994 - Klaus Hemmerle, vescovo cattolico, teologo e filosofo tedesco (n. 1929)
- 1994 - Nikolaj Vasil'evič Ogarkov, generale sovietico (n. 1917)
- 1994 - Oliver Smith, scenografo e direttore artistico statunitense (n. 1918)
- 1995 - Dionigi Burranca, musicista italiano (n. 1913)
- 1995 - Albertis Harrison, politico statunitense (n. 1907)
- 1995 - Peter Luke, scrittore, editore e produttore cinematografico britannico (n. 1919)
- 1995 - Nils Tycho Norlindh, botanico e genetista svedese (n. 1906)
- 1995 - George Stobbart, calciatore inglese (n. 1921)
- 1996 - Anne-Marie Esnoul, indologa francese (n. 1908)
- 1996 - Cliff Griffith, pilota automobilistico statunitense (n. 1916)
- 1996 - Fatima Rushdi, attrice e regista egiziana (n. 1908)
- 1996 - Horst Wende, compositore, arrangiatore e direttore d'orchestra tedesco (n. 1919)
- 1997 - Richard Berry, cantautore statunitense (n. 1935)
- 1997 - Lina Cecchini, politica e partigiana italiana (n. 1906)
- 1997 - Anatolij Alekseevič Dudorov, attore e regista sovietico (n. 1915)
- 1997 - Paul Egli, ciclista su strada e ciclocrossista svizzero (n. 1911)
- 1997 - Alois Hudec, ginnasta cecoslovacco (n. 1908)
- 1997 - Jeremy Maas, critico d'arte britannico (n. 1928)
- 1997 - Roger Tayler, astronomo britannico (n. 1929)
- 1997 - Bill Zuckert, attore statunitense (n. 1915)
- 1998 - Luigi Colonna, politico italiano (n. 1927)
- 1998 - Violette Cornelius, fotografa e partigiana olandese (n. 1919)
- 1998 - Victor Pasmore, pittore inglese (n. 1908)
- 1998 - Ernest Peirce, pugile sudafricano (n. 1909)
- 1998 - Federico Giosia di Sassonia-Coburgo-Gotha, nobile tedesco (n. 1918)
- 1998 - Mohammad Yusuf, politico afghano (n. 1917)
- 1999 - Joe D'Amato, regista, direttore della fotografia e sceneggiatore italiano (n. 1936)
- 1999 - John Osteen, pastore protestante statunitense (n. 1921)
- 1999 - Jay Pritzker, imprenditore e filantropo statunitense (n. 1922)
- 1999 - Aleksej Nikolaevič Sacharov, regista sovietico (n. 1934)
- 1999 - Prince Lincoln Thompson, cantante, musicista e compositore giamaicano (n. 1949)
- 2000 - Nicholas Nagy-Talavera, storico ungherese (n. 1929)
- 2000 - Kinsan Ginsan, personaggio televisivo, cantante e centenaria giapponese (n. 1892)

## XXI secolo(152)
- 2001 - Vladimir Beljaev, calciatore sovietico (n. 1933)
- 2001 - Lou Levy, pianista statunitense (n. 1928)
- 2001 - Franco Salvotti, pittore e scultore italiano (n. 1916)
- 2001 - Mikael Sundström, pilota di rally finlandese (n. 1957)
- 2002 - Pierre Bourdieu, sociologo e antropologo francese (n. 1930)
- 2002 - Gianni Di Palma, cantante italiano (n. 1921)
- 2002 - Domingo Drummond, calciatore honduregno (n. 1957)
- 2002 - Vittorio Mero, calciatore italiano (n. 1974)
- 2002 - Robert Nozick, filosofo statunitense (n. 1938)
- 2002 - Pier Giorgio Perotto, ingegnere e informatico italiano (n. 1930)
- 2002 - Adilio Pugliese, calciatore italiano (n. 1926)
- 2002 - Juan Edmundo Vecchi, presbitero argentino (n. 1931)
- 2003 - Gil Cagné, truccatore italiano (n. 1940)
- 2003 - Nell Carter, cantante e attrice statunitense (n. 1948)
- 2003 - Tore Lindzén, pallanuotista svedese (n. 1914)
- 2003 - Johnny Mauro, pilota automobilistico statunitense (n. 1910)
- 2003 - Carlo Paoletti, calciatore italiano (n. 1917)
- 2004 - Zdzisław Ambroziak, pallavolista e giornalista polacco (n. 1944)
- 2004 - Kenneth Denbigh, chimico britannico (n. 1911)
- 2004 - Helga Heinke, politica tedesca (n. 1913)
- 2004 - Vasilij Nikitič Mitrochin, militare e agente segreto sovietico (n. 1922)
- 2004 - Helmut Newton, fotografo tedesco (n. 1920)
- 2004 - Lennart Strand, mezzofondista svedese (n. 1921)
- 2004 - Bianca Toccafondi, attrice italiana (n. 1922)
- 2005 - Johnny Carson, conduttore televisivo e comico statunitense (n. 1925)
- 2005 - Renato Ferrini, pittore e disegnatore italiano (n. 1910)
- 2005 - Julij Jur'evič Karasik, regista sovietico (n. 1923)
- 2005 - Gino Merlo, calciatore italiano (n. 1917)
- 2005 - Bernd Schramm, attore, doppiatore e conduttore radiofonico tedesco (n. 1951)
- 2006 - Amedeo Giacomini, scrittore e poeta italiano (n. 1939)
- 2006 - Savino Guglielmetti, ginnasta italiano (n. 1911)
- 2006 - Joseph M. Newman, regista statunitense (n. 1909)
- 2006 - Dion Ørnvold, calciatore danese (n. 1921)
- 2006 - Virginia Smith, politica statunitense (n. 1911)
- 2007 - Everett Howard Hunt, agente segreto e scrittore statunitense (n. 1918)
- 2007 - Ryszard Kapuściński, giornalista, scrittore e saggista polacco (n. 1932)
- 2007 - Francesco Masala, poeta, scrittore e saggista italiano (n. 1916)
- 2007 - Amos Meller, direttore d'orchestra e compositore israeliano (n. 1938)
- 2007 - Leopoldo Pirelli, imprenditore italiano (n. 1925)
- 2008 - José Gochangco, cestista filippino (n. 1926)
- 2009 - William Thomas Hallenback, attivista e pacifista statunitense (n. 1952)
- 2009 - Rocco Lo Presti, mafioso italiano (n. 1937)
- 2009 - Else Nordhagen, sciatrice alpina norvegese (n. 1933)
- 2009 - Francesco Novara, psicologo italiano (n. 1923)
- 2009 - George Perle, compositore statunitense (n. 1915)
- 2009 - Héctor Rossetto, scacchista argentino (n. 1922)
- 2009 - Sandro Sardone, doppiatore italiano (n. 1940)
- 2010 - Quinto Bertoloni, calciatore e allenatore di calcio italiano (n. 1927)
- 2010 - Earl Wild, pianista e compositore statunitense (n. 1915)
- 2011 - Gian Franco Lami, filosofo italiano (n. 1946)
- 2012 - Viviana Bontacchio, calciatrice italiana (n. 1959)
- 2012 - Francesco Cimminelli, imprenditore, dirigente sportivo e dirigente d'azienda italiano (n. 1936)
- 2012 - Benito Paolone, politico e dirigente sportivo italiano (n. 1933)
- 2013 - Luis Alvarenga, cestista paraguaiano (n. 1938)
- 2013 - Józef Glemp, cardinale e arcivescovo cattolico polacco (n. 1929)
- 2013 - Jean Vilnet, vescovo cattolico francese (n. 1922)
- 2014 - Giangiacomo Calligaris, generale italiano (n. 1956)
- 2014 - Franco Ferrara, poeta e esploratore italiano (n. 1935)
- 2014 - Franz Gabl, sciatore alpino austriaco (n. 1921)
- 2014 - Moshe Gil, storico israeliano (n. 1921)
- 2014 - Uroš Marović, pallanuotista jugoslavo (n. 1946)
- 2014 - Lew Massey, cestista statunitense (n. 1956)
- 2014 - Riz Ortolani, direttore d'orchestra e compositore italiano (n. 1926)
- 2014 - Jan Pesman, pattinatore di velocità su ghiaccio olandese (n. 1931)
- 2014 - Béla Váradi, calciatore ungherese (n. 1953)
- 2014 - Violetta Ferrari, attrice ungherese (n. 1930)
- 2014 - Jozef Čurgaly, calciatore cecoslovacco (n. 1927)
- 2015 - Abd Allah dell'Arabia Saudita, re saudita (n. 1924)
- 2015 - Ernie Banks, giocatore di baseball statunitense (n. 1931)
- 2015 - Marc Dufour, hockeista su ghiaccio canadese (n. 1941)
- 2015 - Barrie Ingham, attore inglese (n. 1932)
- 2015 - Giovanni Lubrano di Ricco, politico italiano (n. 1933)
- 2016 - Antony Emerson, tennista australiano (n. 1963)
- 2016 - Mongolian Stomper, wrestler canadese (n. 1936)
- 2016 - Bill Roberts, cestista statunitense (n. 1925)
- 2016 - Bobby Wanzer, cestista e allenatore di pallacanestro statunitense (n. 1921)
- 2017 - Sandra Brunetti, pittrice italiana (n. 1925)
- 2017 - Bobby Freeman, cantante, cantautore e produttore discografico statunitense (n. 1940)
- 2017 - Bimba Bosé, modella, cantante e attrice spagnola (n. 1975)
- 2017 - Ralph Guglielmi, giocatore di football americano statunitense (n. 1933)
- 2017 - Dmytro Hrabovs'kyj, ciclista su strada e pistard ucraino (n. 1985)
- 2017 - Gorden Kaye, attore britannico (n. 1941)
- 2017 - Herbert Maeder, fotografo, scrittore e politico svizzero (n. 1930)
- 2017 - Franz Schelle, bobbista tedesco (n. 1929)
- 2017 - George Albert Wells, linguista e saggista britannico (n. 1926)
- 2017 - Chuck Weyant, pilota automobilistico statunitense (n. 1923)
- 2018 - Choe Tae-gon, cestista e allenatore di pallacanestro sudcoreano (n. 1932)
- 2018 - Hugh Masekela, musicista, cantante e trombettista sudafricano (n. 1939)
- 2018 - Nicanor Parra, poeta, matematico e fisico cileno (n. 1914)
- 2018 - Giuseppe Sgarbi, farmacista e scrittore italiano (n. 1921)
- 2018 - Lari White, cantautrice, produttrice discografica e attrice statunitense (n. 1965)
- 2019 - Dick Dolman, politico olandese (n. 1935)
- 2019 - Jonas Mekas, regista, poeta e artista lituano (n. 1922)
- 2019 - Hidekichi Miyazaki, atleta giapponese (n. 1910)
- 2019 - Aloysius Pang, attore singaporiano (n. 1990)
- 2019 - Jean Quertier, tennista britannica (n. 1925)
- 2019 - Jean-Pierre Wintenberger, matematico francese (n. 1954)
- 2019 - Erik Olin Wright, sociologo, saggista e attivista statunitense (n. 1947)
- 2019 - Anthony de Jasay, saggista ungherese (n. 1925)
- 2020 - Jean-Pierre Andréani, ballerino francese (n. 1929)
- 2020 - Robert Archibald, cestista britannico (n. 1980)
- 2020 - Frederick Ballantyne, politico sanvincentino (n. 1936)
- 2020 - Frank Froehling, tennista statunitense (n. 1942)
- 2020 - Robert Harper, attore statunitense (n. 1951)
- 2020 - Alfred Körner, calciatore austriaco (n. 1926)
- 2020 - Franz Mazura, basso-baritono austriaco (n. 1924)
- 2020 - Michele McDonald, modella statunitense (n. 1952)
- 2020 - Gudrun Pausewang, scrittrice e insegnante tedesca (n. 1928)
- 2020 - Kalevi Tuominen, cestista e allenatore di pallacanestro finlandese (n. 1927)
- 2021 - Gariba Abukari, calciatore ghanese (n. 1939)
- 2021 - Walter Bernstein, regista e sceneggiatore statunitense (n. 1919)
- 2021 - Emil Bildstein, pallanuotista tedesco (n. 1931)
- 2021 - Luciano Bronzi, politico italiano (n. 1931)
- 2021 - Alberto Grimaldi, produttore cinematografico italiano (n. 1925)
- 2021 - Hal Holbrook, attore statunitense (n. 1925)
- 2021 - Larry King, conduttore televisivo, conduttore radiofonico e giornalista statunitense (n. 1933)
- 2021 - Lothar Metz, lottatore tedesco (n. 1939)
- 2021 - Geronimo Meynier, attore italiano (n. 1941)
- 2021 - Giorgio Mondino, politico italiano (n. 1941)
- 2021 - Trisha Noble, cantante e attrice australiana (n. 1944)
- 2021 - Omar Pirrera, poeta, scrittore e saggista italiano (n. 1932)
- 2021 - Margherita Roberti, soprano statunitense (n. 1925)
- 2021 - Robert Rowland, politico britannico (n. 1966)
- 2021 - Wayne Stevens, cestista statunitense (n. 1936)
- 2022 - Renato Cecchetto, attore, doppiatore e direttore del doppiaggio italiano (n. 1951)
- 2022 - Enzo Fasano, politico italiano (n. 1951)
- 2022 - Serge Korber, regista e sceneggiatore francese (n. 1936)
- 2022 - Barbara Krafftówna, attrice polacca (n. 1928)
- 2022 - Keto Losaberidze, arciera sovietica (n. 1949)
- 2022 - Thierry Mugler, stilista e fotografo francese (n. 1948)
- 2022 - Jean-Claude Mézières, fumettista francese (n. 1938)
- 2022 - Paolo Taggi, autore televisivo, sceneggiatore e giornalista italiano (n. 1956)
- 2022 - Antônia da Santa Cruz, supercentenaria brasiliana (n. 1905)
- 2022 - William Álvarez, tennista e allenatore di tennis colombiano (n. 1934)
- 2023 - Patrizio Billio, calciatore italiano (n. 1974)
- 2023 - Álvaro Colom Caballeros, politico guatemalteco (n. 1951)
- 2023 - Renate Garisch, pesista tedesca (n. 1939)
- 2023 - Francis William Lawvere, matematico statunitense (n. 1937)
- 2023 - Eugenio Martín, regista e sceneggiatore spagnolo (n. 1925)
- 2023 - Valerij Urin, calciatore sovietico (n. 1934)
- 2024 - Jan Bogaert, ciclista su strada e dirigente sportivo belga (n. 1957)
- 2024 - Frank Farian, cantautore e produttore discografico tedesco (n. 1941)
- 2024 - Charles Fried, giurista, avvocato e filosofo ceco (n. 1935)
- 2024 - David Kahn, storico, giornalista e saggista statunitense (n. 1930)
- 2024 - Giuliano Musiello, calciatore italiano (n. 1954)
- 2024 - Jean Petit, calciatore e allenatore di calcio francese (n. 1949)
- 2024 - Melanie Safka, cantautrice statunitense (n. 1947)
- 2024 - Margo Smith, cantante statunitense (n. 1939)
- 2025 - Anthony Basso, calciatore francese (n. 1979)
- 2025 - Madior Diouf, politico senegalese (n. 1939)
- 2025 - Giorgio Favretto, attore, doppiatore e direttore del doppiaggio italiano (n. 1941)
- 2025 - Zibby Oneal, scrittrice statunitense (n. 1934)

## Senza anno specificato(1)
- Margherita di Baviera, nobildonna tedesca (n. 1363)